# Karolina (Ukraina)
Karolina (ukr. Кароліна) – osiedle na Ukrainie, w obwodzie winnickim, w rejonie niemirowskim, nad rzeką Ustia. W 2001 roku liczyło 211 mieszkańców.